# Cleveland Torso Murderer

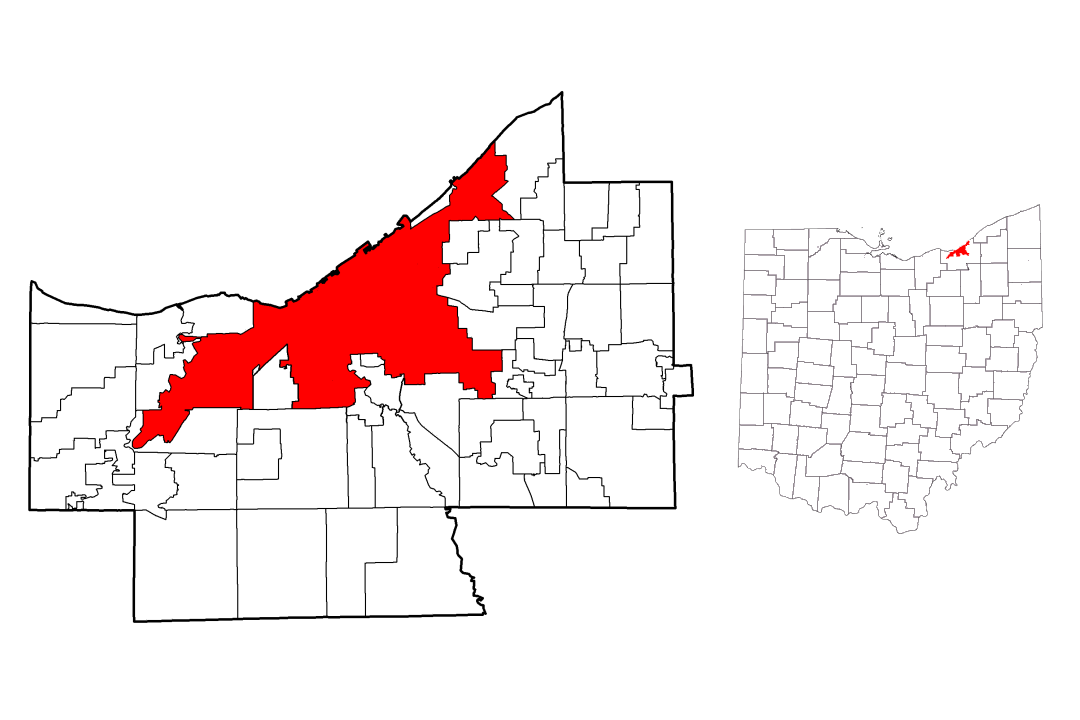
Localisation de la ville de Cleveland (en rouge) dans son comté ; à droite l'État de l'Ohio.

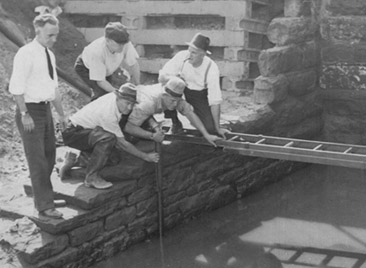
Des policiers du Cleveland Police Department draguent un bras de rivière à la recherche de restes humains, en septembre 1936.

The Cleveland Torso Murderer (littéralement « le meurtrier aux torses de Cleveland », également appelé, dans la presse locale de l'époque, The Torso Killer ou The Mad Butcher of Kingsbury Run), est un tueur en série américain non identifié, qui a sévi dans le quartier de Kingsbury Run, à Cleveland dans l'Ohio aux États-Unis, entre 1934 et 1938. « Torso » tuait par décapitation puis tranchait les mains et les pieds de ses victimes, rendant difficile leur identification. Treize victimes, hommes et femmes, lui sont officiellement imputées, et seules deux d'entre elles sont identifiées, grâce à leurs empreintes digitales : un jeune homme du nom d'Edward Andrassy, et une femme, Flo Polillo.

## Enquête
L'affaire est confiée à Eliot Ness, alors Safety Director (« directeur de la sécurité ») de Cleveland. L'enquête est délicate car le quartier misérable de Kingsbury Run regorge de prostituées et sans-abri n'ayant pas de famille ou de relations connues, et prend un virage malheureux lorsque les équipes d'Eliot Ness détruisent par le feu une grande partie du quartier, lors d'un raid effectué en août 1938. Cet incident met fin à la série de meurtres mais jette le discrédit sur les méthodes de la police, et de Ness en particulier. Ce dernier affirme, après cet épisode, que l'affaire est résolue, en donnant le nom de Gaylord Sundheim, décrit comme un étudiant en médecine homosexuel, membre d’une riche famille de Cleveland. Interrogé par Ness, en automne 1938, Sundheim échappera à la justice en se faisant volontairement interner dans un asile psychiatrique, où il décède en 1940 ou 1941, échappant ainsi à une condamnation,.
Un suspect, Frank Dolezal, est arrêté en 1939, inculpé pour les meurtres d'Andrassy et Polillo qu'il aurait avoués. Il est retrouvé pendu dans sa cellule sans qu'il ait été possible de déterminer s'il s'agissait d'un suicide ou d'un suicide simulé. De plus Dolezal présentait de multiples fractures aux côtes.

## Adaptations
Cette affaire a inspiré un roman graphique intitulé Torso, par les auteurs américains Brian Michael Bendis et Marc Andreyko.